# Painel de bordo

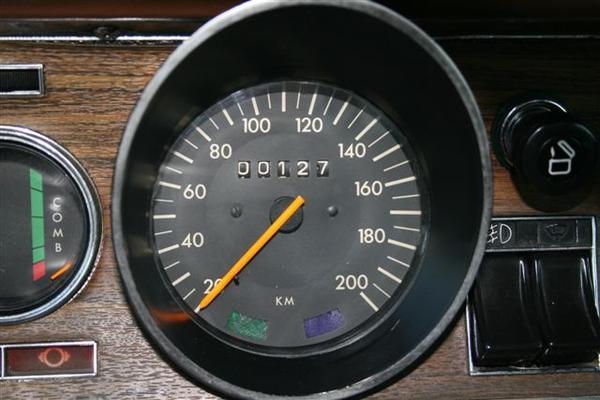
Odômetro de um Opala, considerado um Dashboard

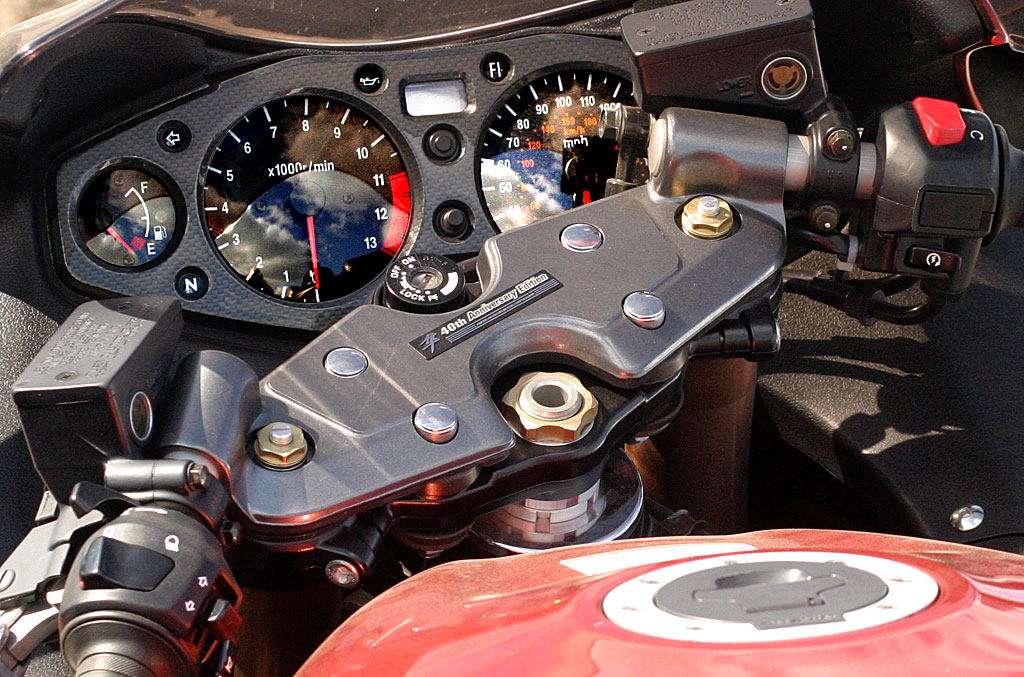
Painel de uma Suzuki Hayabusa, também considerado um Dashboard

O termo painel de bordo ou dashboard é utilizado para indicar um "painel de indicadores", como por exemplo o painel de indicadores de um automóvel (indicador de velocidcondições climáticas)

## Áreas

### Computação
Em Tecnologia da Informação, uma tela, composta de uma ou mais camadas, sob a forma de um painel, com instrumentos virtuais (knobs, mostradores, bargraphs) onde se associam variáveis a serem monitoradas além de gráficos que mostram a evolução de variáveis, por exemplo, no tempo.
Dashboards com informações gerais são normalmente denominados widgets, como os usados em Windows Vista e Mac.
Os Dashboards fornecem uma representação ilustrada do desempenho dos negócios em toda a organização.
Os Scorecards fornecem uma representação visual dos indicadores chave de desempenho (KPIs) – indicadores cuidadosamente selecionados que ajudam as empresas a medir e gerenciar o desempenho.
Relatórios de Métrica Gerenciada são a base do CPM (Corporate Performance Management), permitindo que os gerentes monitorem continuamente o desempenho dos negócios.
Dashboards e Scorecards em Cascata são entregues em todas as áreas funcionais da organização.
A onipresença de Dashboards e Scorecards asseguram que qualquer número de usuários possa, com segurança, ter acesso aos relatórios de que necessitam em qualquer parte e a qualquer momento usando qualquer interface.
A personalização automática do conteúdo de Dashboards e Scorecards é um recurso importante que requer uma robusta arquitetura de plataforma que garante o acesso aos dados apenas a usuários autorizados.
Os Dashboards e Scorecards  fornecem informações imediatas sobre o desempenho dos negócios em toda a empresa. Tipicamente, são gerados para os gerentes e executivos que precisam de uma visão geral do negócio e consideram primordial dispor de uma visualização intuitiva e oportuna dos dados estratégicos, financeiros e operacionais.
Inúmeros ERPs oferecem plataformas que fornecem toda uma gama de recursos de Dashboards e Scorecards. Geralmente contém ambientes de reporting, que combinam técnicas gráficas de layout, usadas para produzir Dashboards e Scorecards com a tradicional formatação de relatórios, utilizando faixas (ranges) para produzir relatórios ricos em dados, mas visualmente atraentes. As organizações podem gerenciar o desempenho, de forma abrangente, melhorando as informações empresariais, alcançando todos os indivíduos na empresa com visual atraente.
Métodos de Gerenciamento de Desempenho:
Visualizar dados-chave do desempenho em formato gráfico.
Mostrar os resultados de desempenho rapidamente, utilizando os recursos visuais.
Utilizar Dashboards e Scorecards como gateways para análise de primeira ordem e análise avançada.
Monitorar zonas vermelhas e definir níveis limiares para indicadores e disparar as entregas de alerta.
Ligar os KPIs individuais às metas da empresa.
Scorecards em cascata e Dashboards em toda a organização e através da cadeia de valores.
Fornecer Dashboards e Scorecards via e-mail, de forma programada ou através de alertas.
Atingir todas as pessoas – dos gerentes executivos aos novos funcionários.
Incorporar todos os dados empresariais – financeiros e operacionais – de todo processo de negócio em todo o mundo.

### Negócios
Os dashboards podem ser classificados nos seguintes tipos:
- Executivos;
- Operacionais;
- de Simulação.
Dentro do conceito de BPM (Business Process Management) os dashboards devem ser o "produto final" na fase BAM (Business Activities Monitoring).